# Andrzej Korzyński

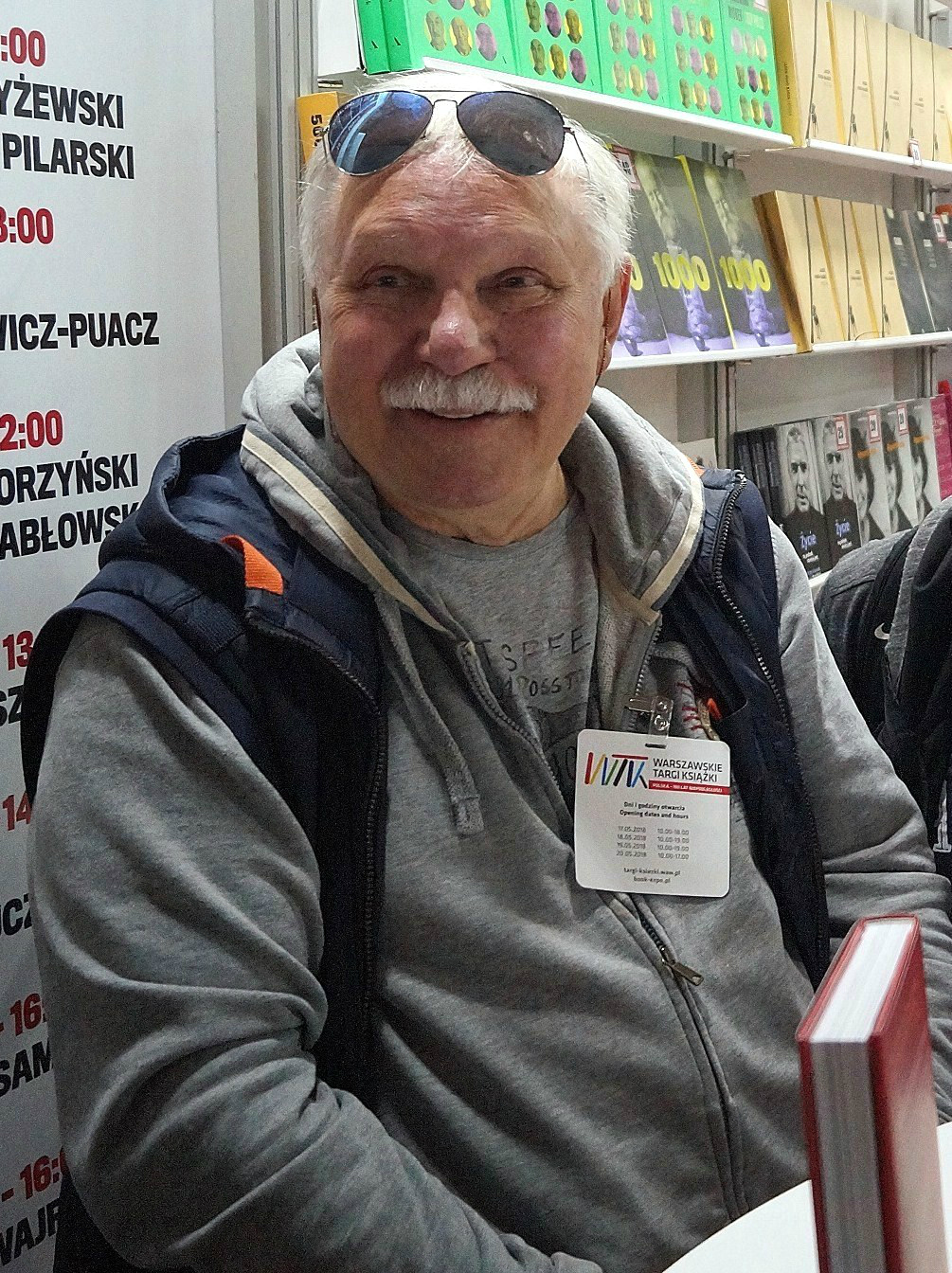
Andrzej Korzyński (2018)

Andrzej Korzyński (* 2. März 1940 in Warschau; † 18. April 2022) war ein polnischer Komponist.

## Leben
Andrzej Korzyński schloss 1965 sein Studium an der Fryderyk-Chopin-Universität für Musik ab. Er studierte Komposition und Dirigieren unter anderem bei Kazimierz Sikorski. Gemeinsam mit Mateusz Święcicki und Witold Pograniczny gründete er anschließend das gemeinsame Musikstudio Rytm. Sie produzierten mehrere Musikalben. Anschließend begann Korzyński ab Ende der 1960er Jahre Filmmusik zu komponieren. Seit der Produktion des Films Ein Drittel der Nacht (1971) arbeitete er bis zu dessen Tode oft mit dem polnischen Regisseur Andrzej Żuławski zusammen.
Korzyński ist der Vater des Drehbuchautors Mikołaj Korzyński.

## Filmografie
Filme
- 1969: Alles zu verkaufen (Wszystko na sprzedaż)
- 1969: Fliegenjagd (Polowanie na muchy)
- 1970: Das Birkenwäldchen (Brzezina)
- 1971: Ein Drittel der Nacht (Trzecia czesc nocy)
- 1972: Der Teufel (Diabel)
- 1972: Aktion im Dunkeln (Agent nr 1)
- 1973: Durch Wüste und Dschungel (W pustyni i w puszczy)
- 1974: Vergiß deinen Namen nicht (Pomni imya svoye)
- 1975: Die schwarze Mühle
- 1975: Mein blauer Vogel fliegt
- 1977: Der Mann aus Marmor (Człowiek z marmuru)
- 1977: Die unverbesserliche Barbara
- 1977: Eine Woche lang (Okragly tydzien)
- 1978: Jörg Ratgeb, Maler
- 1979: Besondere Kennzeichen: Keine (Osobykh primet net)
- 1980: Grüne Jahre (Zielone lata)
- 1980: Meines Vaters Straßenbahn (Fernseh-Zweiteiler)
- 1981: Der Mann aus Eisen (Człowiek z żelaza)
- 1981: Possession
- 1982: Amnestie (Amnestia)
- 1982: Das Todesurteil – eine polnische Passion (Wyrok smierci)
- 1983: Auf dem Kopf stehen (Do góry nogami)
- 1983: Zauber um Zinnober (Fernsehfilm)
- 1983: Das Poker-As (Wielki Szu)
- 1984: Blutiger Schnee (Wedle wyroków twoich...)
- 1984: Das Auge des Propheten 1. Teil: Der Diamant (Oko proroka)
- 1984: Die Akademie des Herrn Klecks (Akademia pana Kleksa)
- 1985: Das Auge des Propheten 2. Teil: Der Fluch (Przeklete oko proroka)
- 1988: Der Silberne Planet (Na srebrnym globie)
- 1989: Meine Nächte sind schöner als deine Tage (Mes nuits sont plus belles que vos jours)
- 1996: Chamanka (Szamanka)
- 1996: Fräulein Niemand (Panna Nikt)
- 2000: Die Treue der Frauen (La fidélité)
- 2015: Cosmos

Serien
- 1985: Die Kinder vom Mühlental (Urwisy z Doliny Młynów, 12 Folgen)
- 1987: Janna (Janka, 12 Folgen)
- 1995: Anna Maria – Eine Frau geht Ihren Weg